# Колокол Саята
«Колокол Саята» — советский фильм 1966 года киностудии «Узбекфильм» режиссёра Юлдаша Агзамова. Фильм снят по литературному киносценарию Дмития Холендро, впервые опубликован в журнале «Звезда Востока», на основе которого затем им была написана повесть «Поездка в Саят».

## Сюжет
О борьбе женщин-узбечек с реакционным духовенством в 1920-е годы.
Молоденька сельская учительница Халида, после гибели мужа становится председателем местного Совета, она раздаёт беднякам байские земли, ведёт борьбу с многожёнством, справляет первую советскую свадьбу в ауле. Но главное для неё — начать давать образование детям: в глухом горном кишлаке Халида открывает школу, но крестьяне-дехкане боятся посылать детей учиться, опасаясь проклятий местного муллы. Халида, даже ценой своей жизни, всё-таки проведёт первый урок…

## В ролях
- Ирина Бокучава — Халида
- Мухтар Ага-Мирзаев — Жумаев
- Юлдаш Агзамов — Хаким-домла
- Марат Арипов — Мавлян
- Ансар Атаев — Мардан
- Бахтиёр Ихтияров — торговец
- Сара Ишантураева — мать Халиды
- Хикмат Латыпов — Гани-ата
- Тулкун Таджиев — Куддус
- Талиб Каримов — Уткур
- Саат Талипов — Саид
- Раззак Хамраев — Мансур
- Исамат Эргашев — Реззак
- Уктам Лукманова — Саламат
- Туйчи Арипов — эпизод

Фильм дублирован на русский язык.